# Lori Mountford
Lori Mountford (* 31. Juli 1959 in Portage, Wisconsin) ist eine US-amerikanische Curlerin. 
Ihr internationales Debüt hatte Mountford 1988 als Skip bei den Olympischen Winterspielen 1988 in Calgary, sie blieb aber ohne Medaille. Sie gewann bei der Weltmeisterschaft 1992 in Garmisch-Partenkirchen mit der Silbermedaille ihr erstes Edelmetall. 
Mountford spielte als Lead der US-amerikanischen Mannschaft bei den XVIII. Olympischen Winterspielen in Nagano im Curling. Die Mannschaft um Skip Lisa Schoeneberg belegte den fünften Platz.

## Erfolge
- 2. Platz Weltmeisterschaft 1992, 1996